# Eosopostega issikii
Eosopostega issikii là một loài bướm đêm thuộc họ Opostegidae. Nó là loài duy nhất được tìm thấy ở the Izu Peninsula in south-miền trung Honshu và from Kagoshima at tây nam tip của Kyushu.
Chiều dài cánh trước khoảng 3.8 mm đối với con đực. Con trưởng thành bay vào tháng 6 làm một đợt.